# La capanna dello zio Tom (film 1918 Dawley)
La capanna dello zio Tom (Uncle Tom's Cabin) è un film muto del 1918 diretto da J. Searle Dawley. Aveva Frank Losee come protagonista e la trentacinquenne Marguerite Clark nel doppio ruolo della piccola "Eva" e di "Topsy".
È una delle numerosissime versioni cinematografiche tratte dal romanzo di Harriet Beecher Stowe. Nello stesso anno uscì in Italia un film con lo stesso titolo, diretto da Riccardo Tolentino e interpretato, tra gli altri, da Maria Campi e Paola Pezzaglia.
Con queste due versioni si torna alla pratica - parzialmente interrotta nella versione del 1914 che aveva avuto come protagonista Sam Lucas - di usare attori in blackface per tutte le parti dei principali personaggi afroamericani della vicenda.
Il film diretto da Dawley è perduto; ne rimangono solo le numerose foto pubblicitarie e dei frammenti conservati presso gli archivi del BFI/National Film And Television Archive di Londra e dell'UCLA Film And Television Archive di Los Angeles.

## Trama

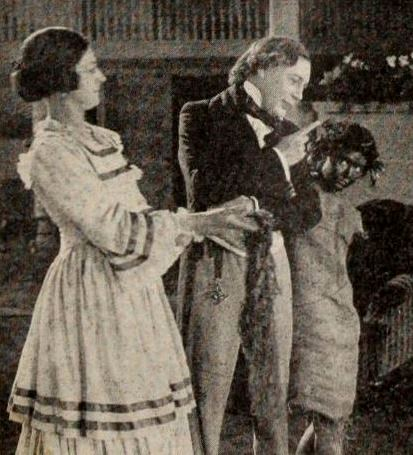
Una scena del film

La famiglia Shelby è in gravi problemi economici. Gli Shelby sono dunque costretti a vendere Tom, un uomo fedele e buono, e il piccolo Harry, di soli cinque anni, a uno spietato mercante di schiavi. Eliza, madre di Harry, scappa con il piccolo. Si ricongiungerà a suo marito George e si rifugeranno tutti in Canada. Tom, invece, si consegna al mercante di schiavi. Conoscerà un padrone generoso con una figlia, la piccola Eva, che considererà Tom come un secondo padre.
 Il padrone e la figlia muoiono, e Tom è costretto ad avere un nuovo padrone. Questa volta cadrà nelle mani di un uomo spietato, Simon Legree, che lo farà frustare a morte per essersi rifiutato di punire un'altra schiava.

## Produzione
Il film, prodotto negli Stati Uniti dalla Famous Players-Lasky Corporation, venne girato in Louisiana, nel Maine e a New York.
La sceneggiatura si basa sull'omonimo romanzo di Harriet Beecher Stowe pubblicato a Boston nel 1852 (in precedenza, tra il 1851 e il 1852, era già uscito a puntate su The National Era) e sul lavoro teatrale dallo stesso titolo scritto da George L. Aiken e andato in scena a Broadway il 18 luglio 1853.

## Distribuzione
Il copyright del film, richiesto dalla Famous Players-Lasky Corp., fu registrato il 5 luglio 1918 con il numero LP12635.
Distribuito dalla Paramount Pictures, il film uscì nelle sale statunitensi il 15 luglio 1918 con il titolo originale Uncle Tom's Cabin. In Venezuela, prese il titolo La cabaña del tío Tom